# Délégation du gouvernement pour le plan national des drogues
 (octobre 2022).
La délégation du gouvernement pour le plan national des drogues (en espagnol : Delegación del Gobierno para el Plan Nacional sobre Drogas) est une délégation administrative du gouvernement espagnol au sein du ministère de la Santé, de la Consommation et du Bien-être social.

## Structure

### Histoire
Au cours du débat sur l'état de la Nation de 1984 au Congrès des députés, des interventions mettent en évidence la nécessité de mettre en place des actions coordonnées pour lutter contre le trafic et la consommation des drogues et assurer la réinsertion des toxicomanes. Le conseil des ministres approuve en juillet 1985 un plan national des drogues (en espagnol : Plan Nacional sobre Drogas) et décide, par le décret royal 1677/1985 du 11 septembre suivant de créer un délégué du gouvernement, ayant rang de sous-secrétaire au sein du ministère de la Santé, spécifiquement chargé de l'application des décisions ministérielles, l'élaboration de propositions et la coordination des activités institutionnelles dans le cadre de ce Plan national.
Par le décret royal publié le 19 septembre 1986 relatif à la structure organique de base du ministère de la Santé et de la Consommation, sont créées la délégation du gouvernement pour le plan national des drogues et la sous-direction générale pour le plan national des drogues. Le poste de délégué adjoint est institué en 1990.
Une importante modification de la structure de travail du délégué du gouvernement a lieu avec la publication le 19 février 1991 d'un décret royal qui supprime le cabinet technique au profit du délégué adjoint. Celui-ci assure désormais la supervision de la sous-direction générale des Relations institutionnelles et la sous-direction générale de la Coopération et du Conseil, nouvellement créées.
Au cours de l'année 1993, la délégation va changer par deux fois de ministère de rattachement. Au mois de juillet, elle rejoint le ministère des Affaires sociales, puis en décembre 1993 elle est inscrite au ministère de l'Intérieur par un décret royal spécifique qui justifie cette décision par « l'importance prise par le problème des poursuites contre le trafic de drogue ». La structure de la délégation est encore augmentée par le décret royal publié le 17 mars 1994, qui prévoit la mise en place d'un cabinet d'évaluation et de suivi et d'un cabinet d'analyse et de coordination, afin de « la doter des instruments nécessaires au développement d'une action intégrée en matière de lutte contre la drogue et le blanchiment d'argent, améliorant ainsi son efficacité ».
Avec la création du ministère de la Justice et de l'Intérieur le 6 mai suivant, une nouvelle organisation est donnée à la délégation par le décret royal du 24 juin 1994 relatif à la structure basique du ministère. Désormais placée au rang administratif de secrétariat d'État, elle dispose de la direction générale du plan national des drogues, divisée en trois sous-directions générales, ainsi que des deux cabinets mis en place quelques semaines auparavant. La figure du délégué adjoint du gouvernement disparaît à cette occasion.
Le ministère de l'Intérieur est recréé en mai 1996 et le décret relatif à sa structure publié le 6 août suivant donne à la délégation du gouvernement pour le plan national des drogues le rang de sous-secrétariat, transforme la direction générale qui en dépendait en sous-direction générale et supprime deux structures de ce niveau. Par le décret royal du 29 juillet 2000, la délégation obtient une nouvelle sous-direction générale chargée des relations internationales.
La délégation change de nouveau d'affectation par le décret royal publié le 20 avril 2004 : de nouveau rattachée au ministère de la Santé, elle est ramenée au rang de direction générale et dépend administrativement du secrétariat général de la Santé. À cette occasion, elle est réorganisée avec la disparition des deux cabinets et la redistribution des missions de ses deux sous-directions générales. Une sous-direction générale lui est ajoutée en juin 2009, établissant son organisation définitive, alors qu'elle dépend désormais du secrétariat général de la Politique sociale et de la Consommation. En janvier 2012, la délégation passe sous l'autorité du nouveau secrétariat d'État aux Services sociaux et à l'Égalité.

### Siège
Le siège de la délégation du gouvernement pour le plan national des drogues se situe au 17 de la place d'Espagne à Madrid.

### Missions
Le délégué du gouvernement pour le plan national des drogues est chargé de :
- exercer la secrétariat de la Conférence du plan national pour les drogues en préparant et coordonnant toutes les affaires qui doivent se soumettre à cet organe collégial. Il veille à l'exécution des accords adoptés et à l'unité entre les différents organes et les ministères ;
- favoriser et coordonner les relations entre les différentes administrations et institutions, privées et publiques, ainsi que les organisations non-gouvernementales qui participent à l'élaboration du plan national pour les drogues en leur apportant le soutien technique nécessaire ;
- élaborer et proposer les stratégies nationales et plans d'action contre les drogues en étant l'intermédiaire entre les administrations publiques et les agents sociaux.

### Organisation
La délégation du gouvernement pour le plan national des drogues est organisée ainsi, : 
- Délégué du gouvernement pour le plan national des drogues (Delegado del Gobierno para el Plan Nacional sobre Drogas) ; 
  - Sous-direction générale de la Coordination des programmes (Subdirección General de Coordinación de Programas) ;
  - Sous-direction générale des Relations institutionnelles (Subdirección General de Relaciones Institucionales) ;
  - Sous-direction générale de la Gestion (Subdirección General de Gestión).

## Délégués du gouvernement
| Dates du mandat | Dates du mandat | Nom | Nom                          | Parti |
| --------------- | --------------- | --- | ---------------------------- | ----- |
| 23/09/1985      | 28/11/1992      |     | Miguel Solans Soteras        | PSOE  |
| 28/11/1992      | 31/07/1993      |     | Jesús García-Villoslada      | PSOE  |
| 31/07/1993      | 16/05/1994      |     | Baltasar Garzón              | Sans  |
| 28/05/1994      | 10/05/1996      |     | Carlos López Riaño           | PSOE  |
| 18/05/1996      | 05/02/2000      |     | Gonzalo Robles Orozco        | PP    |
| 06/05/2000      | 22/11/2003      |     | Gonzalo Robles Orozco        | PP    |
| 22/11/2003      | 01/05/2004      |     | César Pascual Fernández      | PP    |
| 01/05/2004      | 06/11/2010      |     | Carmen Moya García           | PSOE  |
| 06/11/2010      | 24/01/2012      |     | Nuria Espí de Navas          | PSOE  |
| 24/01/2012      | 21/07/2018      |     | Francisco de Asís Babín Vich | PP    |
| 21/07/2018      | 11/11/2020      |     | María Azucena Martí Palacios | PSOE  |
| 11/11/2020      | En fonction     |     | Juan Ramón Villalbí Hereter  | Sans  |